# Сергей Горлукович
Сергей Горлукович е бивш съветски и руски футболист, играл като централен защитник. Най-известен с изявите си за Борусия Дортмунд и Спартак Москва. Златен медалист с отбора на СССР от олимпиадата в Сеул през 1988 г.

## Кариера
Като юноша треньорите считат Горлукович за безперспективен и нито един отбор от региона не проявява интерес към него. Първият отбор на Сергей е аматьорският Торпедо (Могильов), където той играе докато паралелно учи в Могильовския машиностроителен институт. През 1981 г. преминава в Гомел, записвайки повече от 100 мача за клуба. Завършва висшето си образование в Гомелския политехнически институт със специалност инженер-механик. През 1984 г. Горлукович е един от най-добрите играчи на Гомел, вкарвайки невероятните за защитник 17 попадения. Следващата година Сергей отбива военната си служба в Динамо (Минск), където записва 22 мача. През лятото на 1986 г. обаче е „дисциплинарно уволнен“ от клуба. Футболистът не остава дълго без клуб, след като е привлечен от Юри Сьомин в намиращия се по това време във втория ешелон на СССР Локомотив (Москва). Там Горлукович се утвърждава като играч, помага на отбора да се класира във Висшата дивизия и става част от националния отбор. През лятото на 1988 г. участва на олимпийските игри в Сеул, където тимът на СССР завоюва златните медали.
През 1989 г. Горлукович заявява на ръководството на Локомотив, че иска да напусна отбора. В края на годината кара проби в немския Борусия Дортмунд и три дни след това подписва договор, а Локомотив получават 800 000 марки за бранителя – огромна сума за защитник по това време. Сергей много трудно пробива в стартовия състав, защото тогава в Бундеслигата отборите са имали право да пускат в игра едновременно само двама чужденци. В случая това са били нападателите Поулсен и Маклеод, а след напускането на последния е привлечен швейцареца Стефан Шапюиза. През лятото на 1990 г. участва на световното първенство в Италия, играеки и в трите мача от груповафа фаза. Сезон 1990/91 става най-удачния за Сергей – той изиграва 27 мача в шампионата, а запомнящ се е голът му в 1/4 финала на Купата на УЕФА срещу Андерлехт. На следващия сезон обаче Горлукович не играе три месеца поради травма, а и не успява да спечели доверието на новия треньор Отмар Хицфелд. Изиграва само 7 срещи в Бундеслигата. Напуска Борусия след конфликт с Хицфелд и преминава в Байер (Юргинден).
Макар Байер Юргинден далеч да не е сред най-силните немски отбори, там Сергей играе редовно и става един от най-постоянните играчи на отбора. Освен това е повикан в националния отбор на Русия, участвайки на световното първенство в САЩ през 1994 г. Там Горлукович записва 2 мача, а „Сборная“ отпада още в груповата фаза. Междувременно Сергей изпада и се завръща в Бундеслигата с Байер. Записва общо 80 срещи, в които вкарва 6 попадения. Но това е последният сезон от контракта му и 34-годишния защитник решава да се завърне в Русия. Доиграва годината в състава на Спартак Алания, с който става и шампион.
В началото на 1996 г. Сергей Горлукович подписва със Спартак Москва. Въпреки напредналата вече футболна възраст и края на кариерата в националния отбор след Евро 1996, защитникът изживява втора младост. Следват участия в европейските клубни турнири и мачове с грандове като Интер и Аякс. На 36 години и 6 месеца Горлукович става най-възрастният руски футболист, играл в евротурнирите. Като капитан на „червено-белите“ играе на 1/2 финал в Купата на УЕФА, което е един от най-големите успехи на руския футбол въобще. Във втората половина на 1998 г. губи титулярното си място, след като Олег Романцев привлича Евгений Бушманов от Торпедо. Поради тази причина Сергей напуска Спартак в края на сезона.
През 1999 г. играе за Торпедо-ЗИЛ в 1 дивизия. Записва 42 мача и вкарва 5 попадения. След това записва по един сезон за Чкаловец-Олимпик и Локомотив Нижни Новгород. През 2002 г. е играещ помощник-треньор в арменския Мика, но напуска след оставката на старши треньора Валерий Гладилин. След края на футболната си кариера е селекционер в Спартак, и за кратко и треньор на няколко отбора.